# Daniele Vicari
Daniele Vicari (Collegiove, 26 de febrero de 1967) es un guionista, productor y director de cine italiano.

## Carrera
Vicari se graduó en Roma en la Universidad La Sapienza en historia y crítica de cine con Guido Aristarco como profesor. Entre 1990 y 1999, escribió críticas para revistas como Cinema Nuovo y Cinema 60 y, en ese mismo periodo, realizó sus primeros cortos.
Después de diferentes documentales, en 2002 Vicari hizo su debut de ficción con el drama Velocitá massima, con el que entreó en la sección oficial del Festival Internacional de Cine de Venecia de 2002 y consiguió un Premio David di Donatello como mejor director novel. Su film Il mio paeseganó el premio David di Donatello al mejor documental.

## Filmografía
- Il nuovo (corto) (1991)
- Mari del sud (corto) (1993)
- Partigiani (documental) (1997)
- Uomini e lupi (documental) (1998)
- Comunisti (documental) (1998)
- Bajram (documental) (1998)
- Non mi basta mai, (documental) (1999)
- Morto che parla (corto) (2000)
- Velocità massima (2002)
- L'orizzonte degli eventi (2005)
- Il mio paese (documental) (2006)
- Il passato è una terra straniera (2008)
- Diaz: No limpiéis esta sangre (Díaz: Non pulire questo sangue) (2012)
- La nave dulce (La nave dolce) (documental) (2012)
- UnoNessuno, (Falso documental) (2015)
- Sole cuore amore (2017)
- Prima che la notte (telefilm) (2018)

## Premios y distinciones
Festival Internacional de Cine de Venecia
| Año  | Categoría                                     | Película         | Resultado |
| ---- | --------------------------------------------- | ---------------- | --------- |
| 2002 | Premio Pasinetti                              | Velocità massima | Ganador   |
| 2002 | Premio FEDIC                                  | Velocità massima | Ganador   |
| 2012 | Premio Francesco Pasinetti - Mejor documental | La nave dulce    | Ganador   |